# 檸檬 (演員)
檸檬（英語：Ling Mung，1907年12月25日—1977年1月29日），原名許佑民，生於廣東省番禺縣（現今為番禺縣），祖籍廣東省番禺縣，香港粵曲伶人，當丑生、電影諧星、電視藝員。檸檬是20世紀50、60年代的香港粵語片甘草演員，雖則他從未當過主角，但他在電影的出鏡率，肯定高超過任何一個有當主角的份量。據最保守估計，檸檬在香港參演過約760齣電影。他曾經是足球員，也曾經擔任香港足球委員會的委員，晚年亦喜歡觀看足球比賽，常至廢寢忘餐。
1977年1月29日，檸檬於於伊利沙伯醫院病逝，享年70歲，同年2月5日葬於長沙灣天主教聖辣法厄爾墳場。

## 個人經歷
- 檸檬的胞兄是粵曲撰寫人及電影導演許嘯谷(Hui Siu Guk)；
- 民國初年在廣州市的「民新電影藝員研究社」畢業；
- 善於音律，懂撰歌詞，曾為百代唱片公司灌錄多片個人粵曲唱片，共中一首名曲為「檸檬先生講古」，遂以「檸檬」為藝名；喜歡玩魔術。[5]

## 電影明星
- 檸檬的電影處男作是廣州市的電影《唐宮綺夢》(1934年)[6]；
- 檸檬參演的第一齣香港電影《賣怪魚龜山起禍》(1936年)；
- 在香港電影《舞臺春色》(1938年)裡，曾與大胖子劉桂康及瘦皮猴楊君俠被組合成「佛氏三兄弟」[7]；
- 檸檬最為人熟識是在武俠電影《如來神掌》 (1964年) 中飾演「火雲邪神」一角；
- 檸檬參演的遺作香港電影《大男人》(1977年)；
- 檸檬在香港參演約760齣電影。

## 電視劇
- 民間傳奇
- 良友世界
- 獅子山下
- 書劍恩仇錄

## 外部連結
- 檸檬參演的電影目錄 （页面存档备份，存于）香港影庫
- 檸檬在互联网电影资料库（IMDb）上的資料（英文）
- 檸檬在香港影庫上的簡介
- 檸檬在时光网上的簡介（简体中文）